# Begraafplaats van Ors
De Begraafplaats van Ors is een gemeentelijke begraafplaats in de Franse gemeente Ors in het Noorderdepartement. De begraafplaats ligt aan de Rue de la Gare op 530 m ten noordwesten van het centrum (Église de l'Assomption). Ze heeft een lange rechthoekige vorm met aan de straatzijde een muur met een dubbel hek als afscheiding en een haag langs de andere zijden.

## Britse oorlogsgraven
In de achterste helft en tegen de zuidwestelijke rand van de begraafplaats ligt een Brits militair perk met graven van gesneuvelden uit de Eerste Wereldoorlog. Het perk werd ontworpen door William Cowlishaw en heeft een oppervlakte van 189 m² dat wordt afgebakend door een haag en heesters. Het Cross of Sacrifice staat aan de voorkant. Er liggen 59 geïdentificeerde en 4 niet geïdentificeerde Britse gesneuvelden.
Ors werd op 1 november 1918 door de 6th Division bevrijd. De meerderheid van de slachtoffers waren leden van de Lancashire Fusiliers en het Manchester Regiment en kwamen om op 4 november 1918 tijdens het geallieerde eindoffensief. De graven worden onderhouden door de Commonwealth War Graves Commission en zijn daar geregistreerd als Ors Communal Cemetery.
In dezelfde gemeente ligt ook de Britse militaire begraafplaats Ors British Cemetery.

### Onderscheiden militairen
- James Kirk, onderluitenant bij het Manchester Regiment, ontving het Victoria Cross (VC) voor de uitzonderlijke moed en zelfopoffering die hij betoonde bij de opdracht om de overbrugging van de Oise mogelijk te maken. Hierbij werd hij dodelijk gewond en stierf op 4 november 1918. Hij was 22 jaar.
- James Neville Marshall, luitenant-kolonel bij de Irish Guards, ontving het Victoria Cross (VC) voor het leiden van zijn manschappen bij het herstellen en oversteken van een brug over het Sambre-Oise kanaal. Bij de daaropvolgende aanval werd hij op 4 november 1918 gedood. Hij was 31 jaar. Hij ontving ook het Belgische Oorlogskruis en tweemaal het Military Cross (MM and Bar). Hij was ridder in de Leopoldsorde.
- C.H.J. Hulton, kapitein bij de Lancashire Fusiliers werd onderscheiden met het Military Cross (MC) en Angus McKenzie, kapitein bij het Manchester Regiment ontving deze onderscheiding tweemaal (MC and Bar). Zij sneuvelden ook op 4 november 1918.
- Wilfred Edward Salter Owen, luitenant bij het Manchester Regiment werd onderscheiden met het Military Cross (MC). Hij wordt als een van de grootste Engelse "War Poets" beschouwd. Hij sneuvelde op 25-jarige leeftijd op 4 november 1918.
- sergeant Alfred Ernest Hall; korporaal C. Syrett en soldaat T.E. Cliffe ontvingen de Military Medal (MM).